# Емілі Морган
Емілі Морган (нар. 31 травня 2003, Слау, Англія) — британська гімнастка. Бронзова призерка Олімпійських ігор в Токіо, Японія, в командній першості. Бронзова призерка чемпіонату Європи на різновисоких брусах, багаторазова призерка літніх юнацьких Олімпійських ігор та юніорського чемпіонату Європи.

## Біографія
Має брата-близнюка Фіна.
Знаходиться на домашньому навчанні, що найкраще допомагає поєднувати виснажливі тренування та здобуття шкільної освіти.

## Спортивна кар'єра
Спортивною гімнастикою займається з п'ятирічного віку.

#### 2018
На чемпіонаті Європи серед юніорів, що проходив в Глазго, виборола п'ять нагород: срібло в багатоборстві та вправі на колоді, а також бронзові нагороди в командному багатоборстві, опорному стрибку та вільних вправах, що стало найбільшою в історії Великої Британії кількістю медалей, здобутих спортсменкою на одному чемпіонаті Європи серед юніорів.
На літніх юнацьких Олімпійських іграх 2018 у Буенос-Айресі, Аргентина, виборола срібні нагороди в багатоборстві та вільних вправах, а також стала третьою у вправі на колоді.

#### 2019
Дебютувала в дорослій збірній Великої Британії.

#### 2021
На чемпіонаті Європи здобула першу у кар'єрі медаль континентальної першості серед дорослих: бронзову нагороду на різновисоких брусах.

## Результати на турнірах
| Рік                | Змагання                       | КБ | ІБ | Опорний стрибок | Різновисокі бруси | Колода | Вільні вправи |
| ------------------ | ------------------------------ | -- | -- | --------------- | ----------------- | ------ | ------------- |
| Юніорські змагання |                                |    |    |                 |                   |        |               |
| 2018               | Юнацькі Олімпійські ігри       |    | 2  | 3               | 4                 | 3      | 2             |
| 2018               | Чемпіонат Європи серед юніорів | 3  | 2  | 3               | 2                 |        | 3             |
| Дорослі змагання   |                                |    |    |                 |                   |        |               |
| 2019               | Чемпіонат Європи               |    |    |                 | 10                |        |               |
| 2019               | Кубок світу. Котбус            |    |    |                 | 7                 |        |               |
| 2021               | Чемпіонат Європи               |    | 4  |                 | 3                 | 4      |               |
| 2021               | Олімпійські ігри               | 3  |    |                 |                   |        |               |